# Ромер, Ян
Ян Эдвард Ромер (1869, Львов — 1934, Варшава) — австрийский и польский военный.

## Биография
Первая мировая война
Учился в Мёдлинге и вступил в австро-венгерскую армию. Во время Первой мировой войны сражался в боях при Лиманове (1914) и в битве при Горлице (1915), был дважды ранен. Позже вступил в воссозданную польскую армию.
Польско-украинская война
Во время польско-украинской войны участвовал в боях за Львов.
Советско-польская война
В советско-польской войне командовал 1-й кавалерийской дивизией; Провёл рейд на Казатин (25 апреля — 27 апреля 1920 г.) — один из самых успешных операций польской кавалерии во время наступления на Киев. Дивизия успешно сражалась против Конармии Будённого под Володаркой и Бродами. Во время решающей битвы при Комарове (31 августа 1920 г.) командовал польской 13-й пехотной дивизией.
Последние годы
Уважаемый Юзефом Пилсудским, стал одним из первых награждённых орденом Virtuti Militari — высшей военной наградой Польши, восстановленной после воссоздания Второй Польской Республики; также получил Командорский Крест этого ордена. В межвоенный период занимал должность инспектора польской армии. Похоронен на Повонзком кладбище в Варшаве.

## Награды
- Командорский Крест Виртути Милитари; также награждён Серебряным Крестом
- Командорский крест со звездой ордена Возрождения Польши (1930);
- Крест Доблести — четыре раза
- Золотой Крест Заслуги